# Camée
Ne doit pas être confondu avec Cadmée.

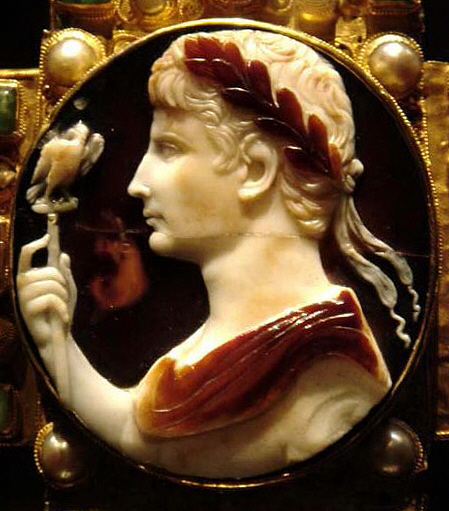
Camée d'Auguste, sur la croix de Lothaire, trésor d'Aix-la-Chapelle.

Le camée est une technique de gravure, voire de sculpture en bas-relief, de la glyptique utilisée essentiellement sur les matériaux présentant des strates de couleurs contrastées (camaïeu). Il s'agit de tirer parti de cette structure en faisant apparaître ces couleurs à des endroits voulus pour créer des formes.
Cette technique connaît des applications dans le travail de la pierre dure, du verre et même du mortier comme dans le  sgraffite.
Le terme, tiré de l'italien cameo, est, selon le Robert historique de la langue française, probablement lié à « camaïeu » et, comme ce dernier, d'origine incertaine.

## En sardonyx

### LeGrand Camée de France

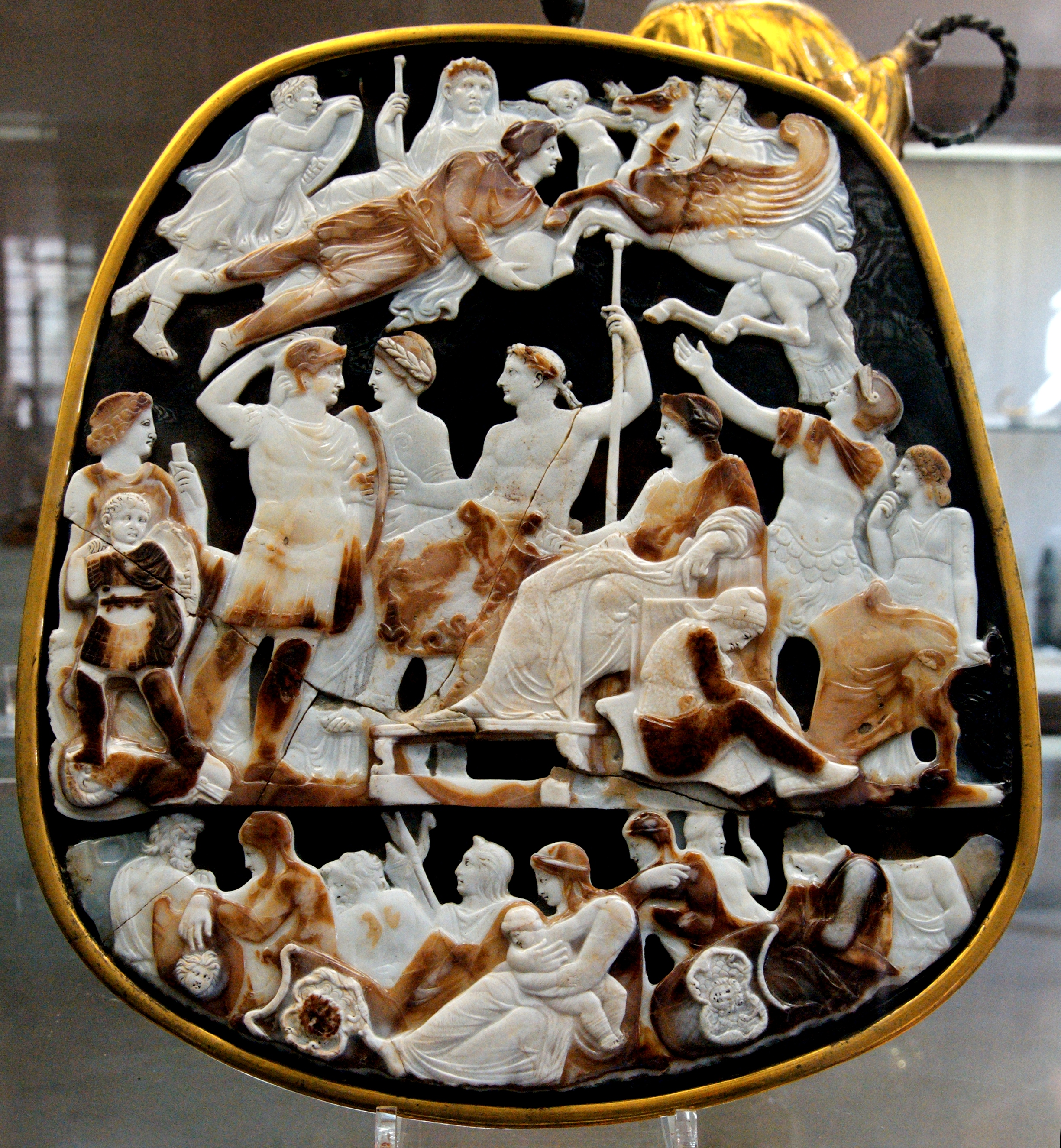
Grand Camée de France, Cabinet des médailles de la Bibliothèque nationale de France.

En sardonyx à cinq couches, c'est une œuvre romaine du Ier siècle (vers 22-23 apr. J.-C.) de 31 cm de haut sur 26,5 cm de large.
Il provient du trésor de la Sainte-Chapelle, et depuis 1791, il est conservé au Cabinet des médailles de la Bibliothèque nationale de France. Ce camée gravé de vingt-quatre figures est le plus grand que l’Antiquité nous a légué.
Établi sur trois registres, il expose dans la partie supérieure, les morts : Auguste entouré de Drusus II et de Germanicus s’envolant, monté sur Pégase ; au milieu, le monde des vivants : l’empereur et ses descendants et héritiers possibles ; puis au centre est assis Tibère, accompagné de sa mère, Livie, les héritiers Nero Drusus, fils aîné de plus jeune frère, Caligula, futur empereur et de l’autre côté, Drusus III. À l’exergue, des captifs barbares.

### LeCamée de Germanicus

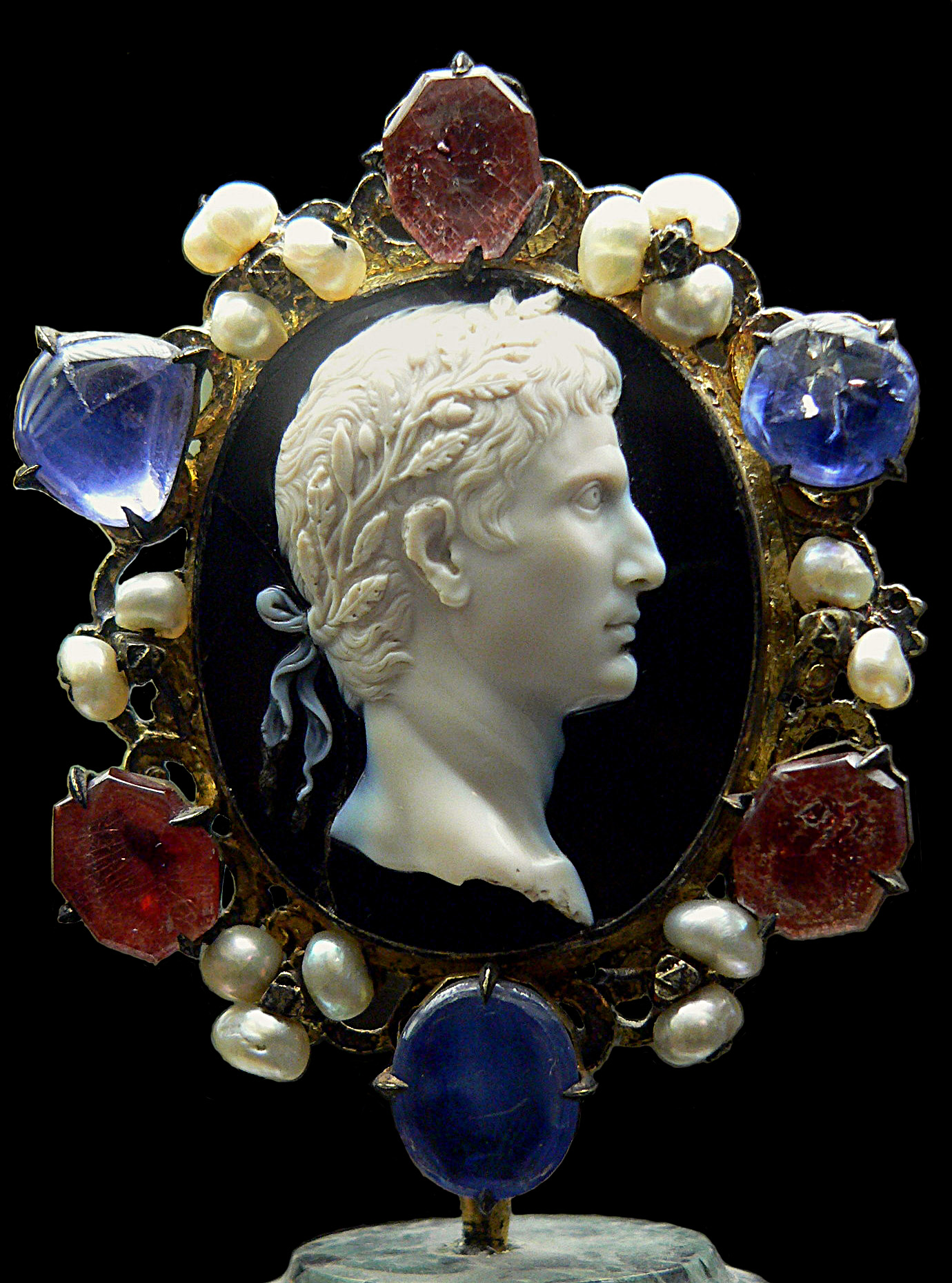
Camée de Germanicus, Cabinet des médailles de la Bibliothèque nationale de France.

Il représente Auguste couronné de chêne et de laurier. Il est en sardonyx, perle, saphir, verre, sa monture d'argent doré, perles, saphirs et verre rouge des XIVe et XVIIe siècles. Auteurs : Dioscoride (graveur) et Atelier de Paris (orfèvre). Ce camée a appartenu au Trésor de Saint-Denis. Aujourd'hui au Cabinet des médailles de la Bibliothèque nationale de France, il fut volé sous Louis XVI, et retrouvé à Amsterdam sous l'Empire. Son cadre byzantin ayant disparu, on l'orna alors d'un nouveau cadre, de style Empire.

### LaGemma Augustea
En sardonyx à deux couches, elle honore vraisemblablement l'un des triomphes germaniques de Tibère. Elle est conservée au Kunsthistorisches Museum de Vienne (Autriche).

## Sur coquille

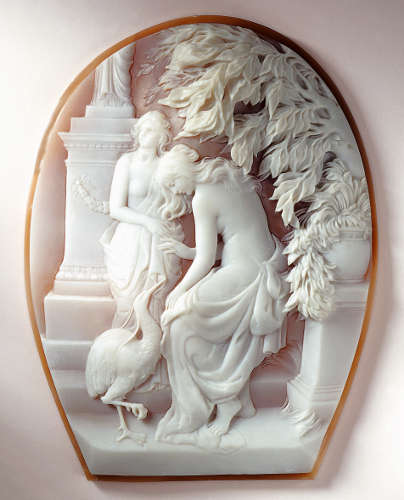
Camée, Cassis madagascariensis, ateliers Ascione, 1925, Naples, musée du corail Ascione.

Certains camées sont sculptés, depuis l’Antiquité romaine, mais surtout depuis le XVe siècle, sur des coquillages marins à deux couches, une matière tendre plus facile à travailler et moins coûteuse que l'agate et l'onyx utilisés dans les camées durs monochromes qu'ont produits les artisans de l'Antiquité.
Les camées sur coquille pouvaient être réalisés sur une moule (le Musée de l’Ermitage possède une tasse faite de deux moules taillées : Nuremberg, fin XVIe siècle ; sur Cypraea (Cypraea tigris ou porcelaines tigres, par exemple). Au milieu du XVIIIe siècle arrivèrent de nouvelles variétés (Cassis tuberosa et Eustrombus gigas) qui relancèrent l’intérêt pour les camées sur coquille. Après 1850, ces objets devinrent très demandés comme souvenirs du Grand Tour. Depuis la fin du XIXe siècle, le cypraecassis rufa (casque rouge) est très utilisé pour les camées de qualité (souvent fabriqués en Italie). La couche supérieure de la coquille est blanchâtre, et la dernière couche orange-brun. La coquille la plus appréciée est celle du Cassis madagascariensis, qui fait penser à la sardoine.
Torre del Greco, près de Naples, est réputée pour ses productions d'objets en corail et ses camées sur coquille depuis le XVIIe siècle. C’est à Naples que se trouve le musée du corail Ascione.

### Le verre camée

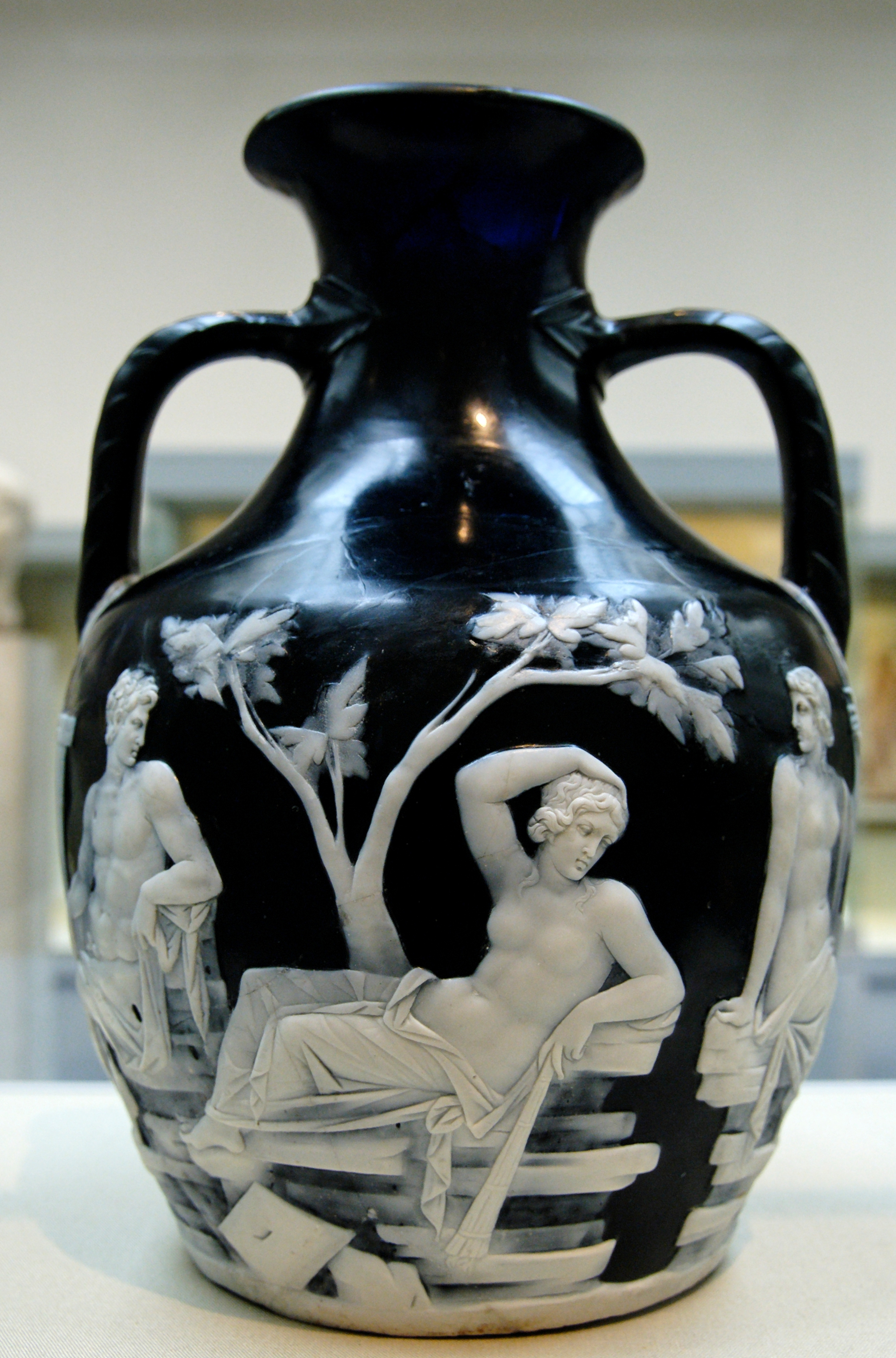
Le Vase Portland.

Certains camées utilisent du verre, en plusieurs couches.

## Galerie

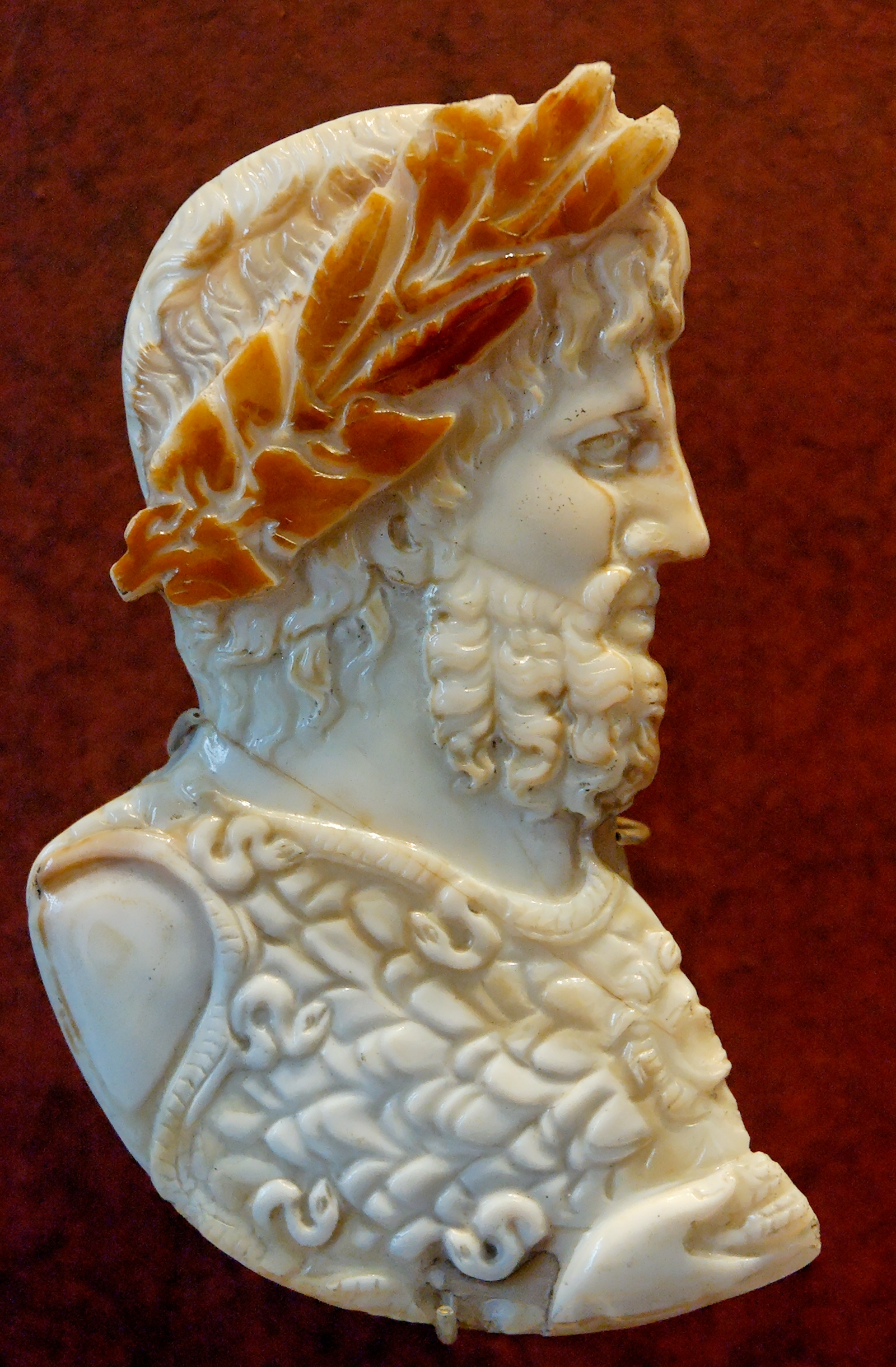
Tête de Zeus, sardonyx, musée du Louvre.
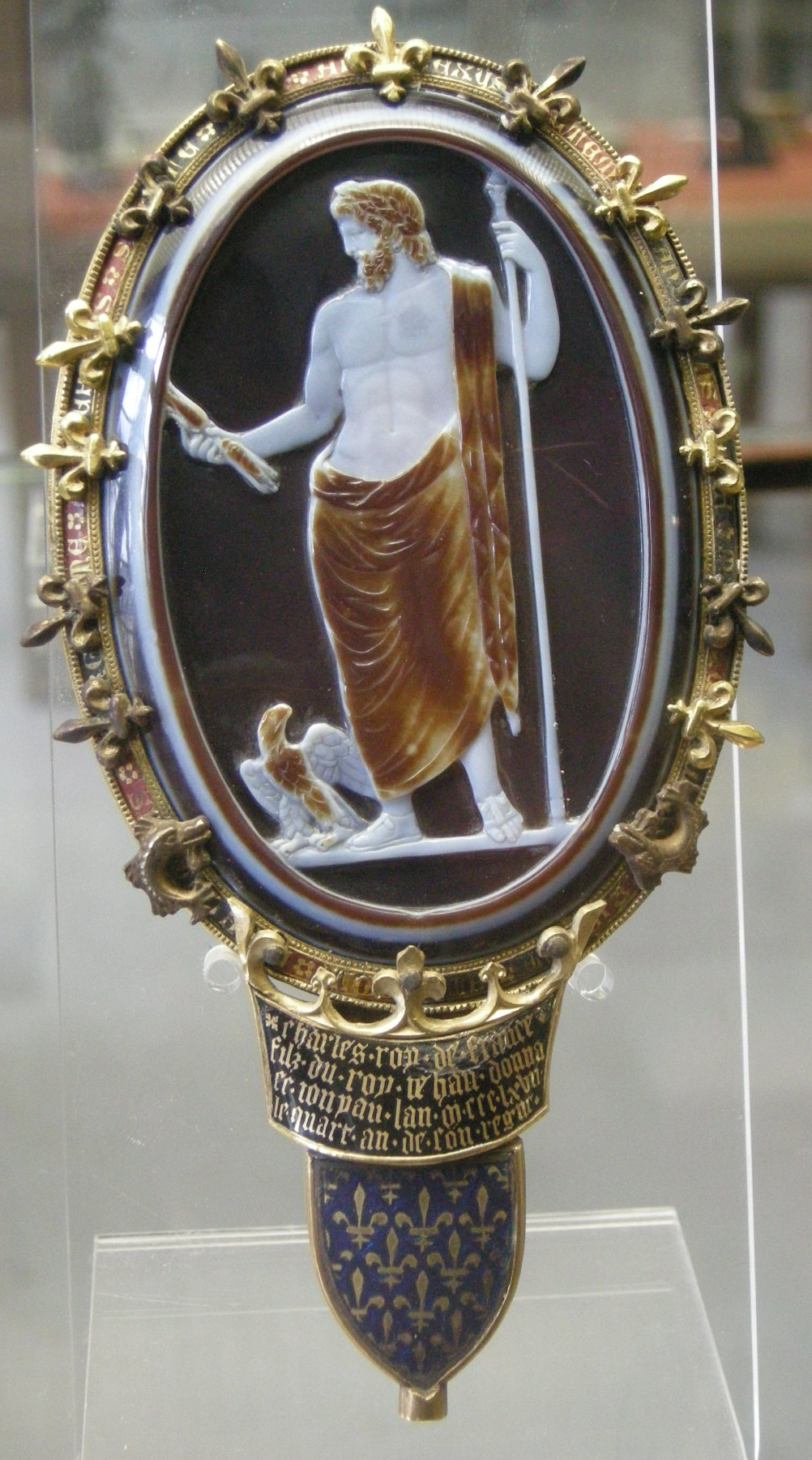
Jupiter, origine romaine Ier siècle, Charles V en fait don au trésor de la cathédrale de Chartres en 1367.
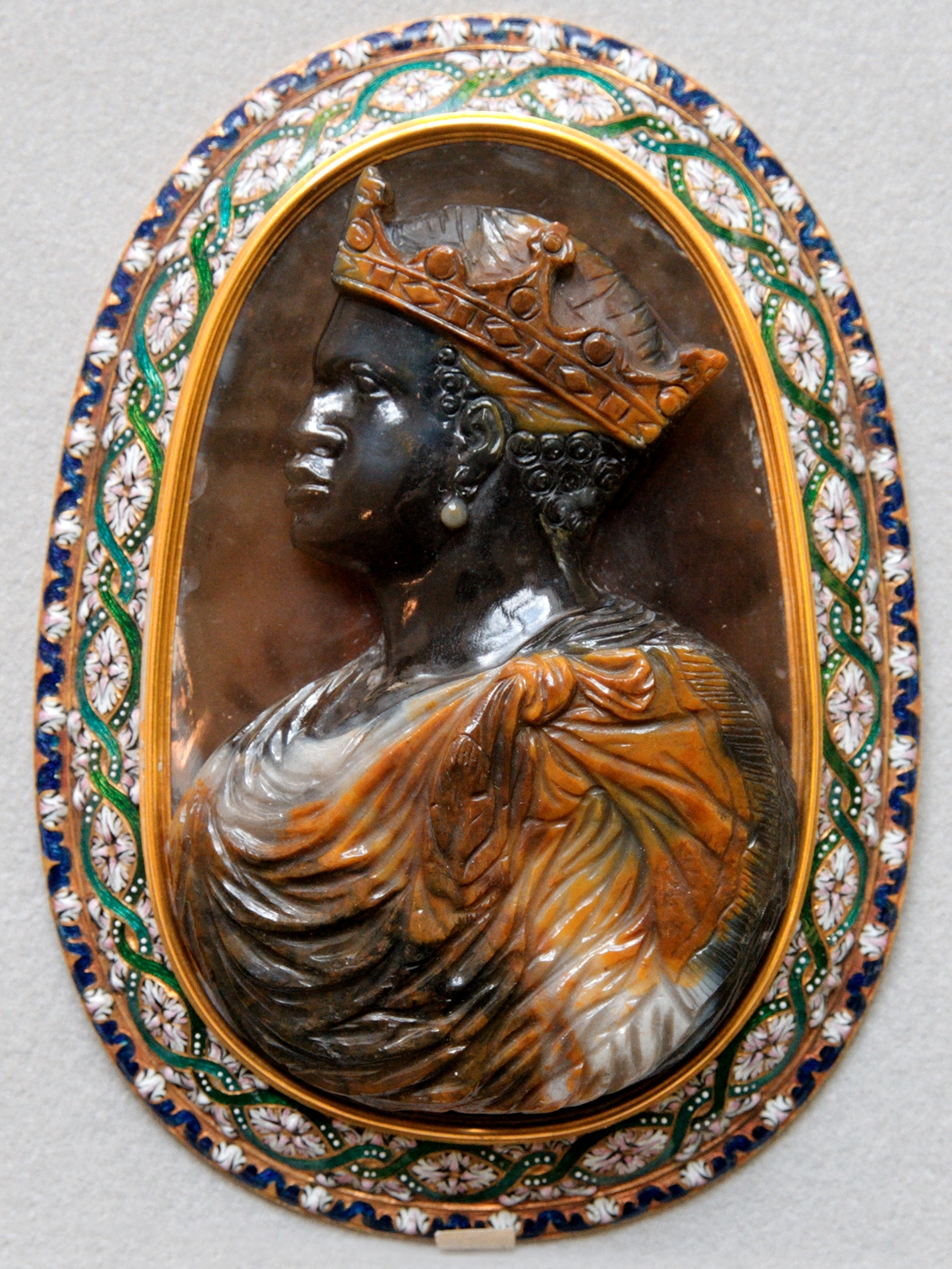
Portrait d'un roi africain, XVIe siècle, Cabinet des médailles de la Bibliothèque nationale de France.